# DJ Qbert
Richard Quitevis ( São Francisco, 7 de Outubro de 1969) conhecido como DJ Qbert ou Qbert, é um  turntablist e compositor de origem filipina.

## Início
Crescendo no Excelsior District em  São Francisco, mais exatamente na Moscow Street, estudou na Luther Burbank Middle School e em 1987 na Balboa High School. Qbert começou a tocar com discos aos 15 anos de idade, embora tenha ganho seu primeiro toca-discos Fisher-Price ainda criança. Foi influenciado por artistas de rua e  grafiteiros da comunidade hip-hop local no meio dos anos 1980. Foi na cafeteria da escola Balboa seu primeiro encontro com Mix Master Mike em uma batalha de DJs; os dois são amigos desde então.

## Carreira
Qbert iniciou sua carreira musical em um grupo chamado FM20 com Mix Master Mike e DJ Apollo em 1990. Em Nova Iorque quando tocava em um show, o dançarino de breakdance Crazy Legs o viu e o convidou para se juntar ao grupo de rap Rock Steady Crew. Ele aceitou a oferta para se juntar ao grupo. Usando o nome de Rock Steady DJs, Qbert, Mike e Apollo venceram o título do  DMC de 1992. Qbert foi também um dos fundadores da banda Invisibl Skratch Piklz. Embora existissem outras equipes de turntablism antes do Invisibl Skratch Piklz, foram os primeiros a aplicar o conceito de banda ao turntablism, usando em suas composições sons de baterias, linhas de baixo e scratches.
Qbert, além do trabalho com o Skratch Piklz, criou uma série de vídeos intitulados Turntable TV. Agora fora de catálogo, os 5 primeiros episódios foram lançados em VHS e contém demonstrações, sátiras e outros conteúdos relacionados ao mundos dos DJs.
Os trabalhos solo de Qbert incluem Demolition Pumpkin Squeeze Musik  de 1994 e Wave Twisters de 1998. Este último foi criado inteiramente com o uso de samplers, baterias eletrônicas e toca-discos, e mais tarde transformado em filme de animação com o mesmo título. O filme Wave Twisters foi incomum pois os animadores e artistas digitais criaram as animações baseados em músicas previamente gravadas. O filme  Fantasia da  Disney foi feito da mesma maneira.
Mais recentemente, Qbert trabalhou com a empresa Vestax para desenvolver o toca-discos QFO, um instrumento "tudo em um" para DJs. O QFO combina um toca-discos e um crossfader de mixer. Em 2006, ele apresenta a cápsula para toca-discos Qbert, um modelo lançado pela Ortofon.

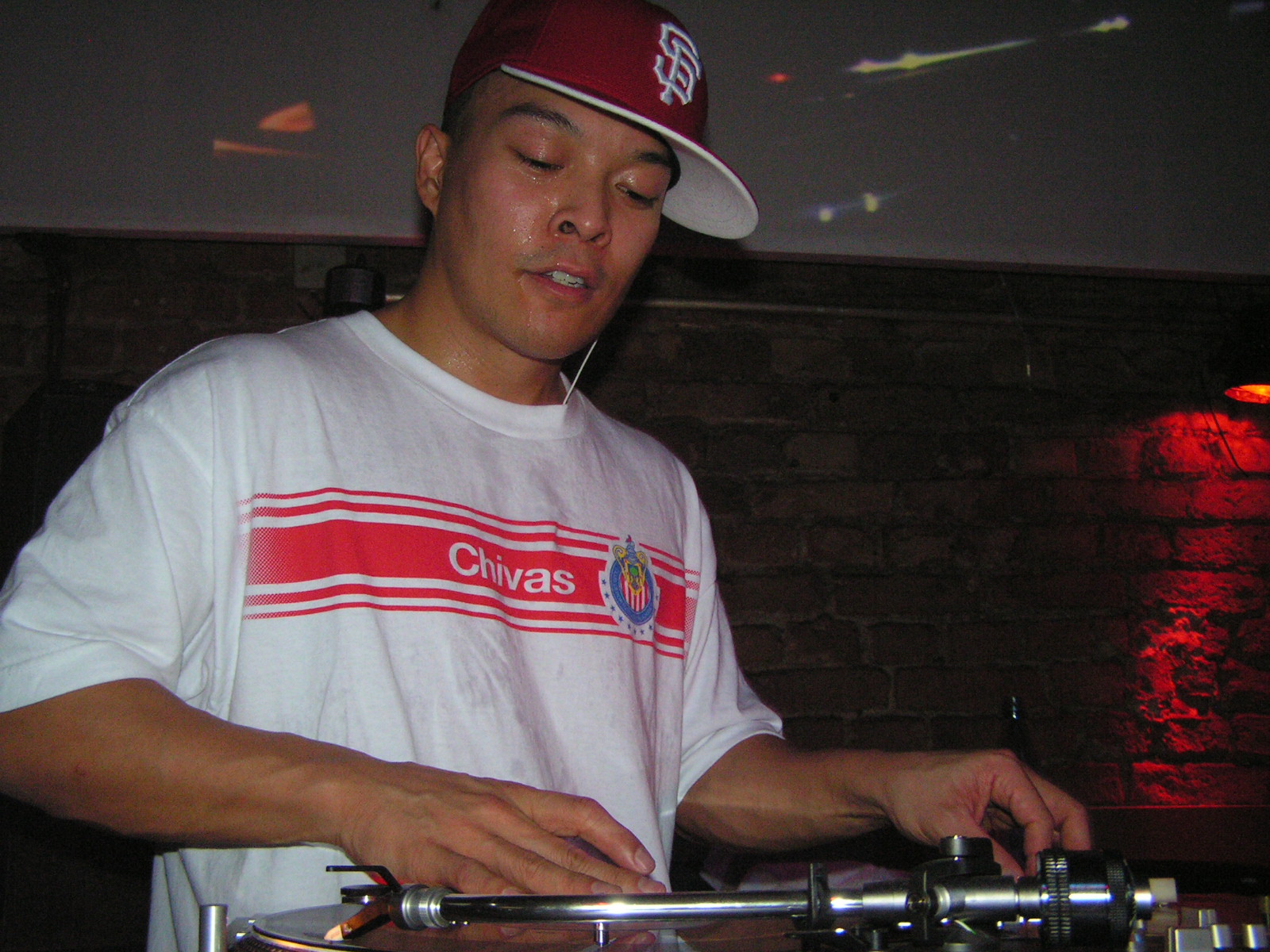
Se apresentando em Berlin, Fevereiro de 2008

Em Maio de 2009, Qbert lançou a Qbert Skratch University, uma escola interativa online e comunidade para DJs.

## Vida pessoal
Em uma entrevista em 2011 para o website WeBeVegan.org, Qbert declarou ser vegano.

## Aparições na mídia
A música de Qbert pode ser ouvida no jogo Tony Hawk's Underground e ele próprio aparece na fase Slam City Jam. Ele também aparece no jogo DJ Hero 2.

## Premiações e credenciais
- America's Best DJ 2010
- DMC USA Champion 1991 (solo)[14]
- DMC World Champion 1992 - Rock Steady DJs (Qbert, Mixmaster Mike & Apollo)[14]
- DMC World Champion 1993 - Dreamteam (Qbert & Mixmaster Mike)[14]
- DMC World Champion 1994 - Dreamteam (Qbert & Mixmaster Mike)[14]
- DMC Judge 2012
- DMC DJ Hall of Fame (juntamente com Mix Master Mike)[15]
- Aparição no filme Hang the DJ por Marco & Mauro La Villa[16]
  - Festival de Cannes, França
- Aparição no documentário Modulations[17]
  - Festival Sundance de Cinema, Utah
- Aparição no documentário Scratch[18]
  - Festival Sundance de Cinema, Utah
- Aparição em seu próprio filme de animação Wave Twisters[19]

## Entrevistas
- Interview with DJ Times, 2001
- The Career Cookbook Interview with Qbert
- Radio Feature The Some Assembly Required Interview with DJ Qbert (2008)
- HHC Digital interview about his DMC legacy
- Conspiracy Worldwide Radio October 2010 Uncensored Interview
- Interview with We Be Vegan